# 城东街道 (舟山市)
城东街道是中华人民共和国浙江省舟山市定海区下辖的一个街道办事处。位于浙江省舟山市定海区东北部。街道辖区面积约32平方公里，辖14个社区居委会，15个行政村(其中10个组成5个渔农村新型社区，另外有5个城中村)，共有人口8.5万。
1950年，成立甬东乡；1984年6月，成立洋岙乡；1992年6月，撤乡建立城东街道。
2013年8月29日，舟山市人民政府批复同意将城东街道的大西岙村、城北村、东湾村、鸭蛋岭村、义桥村划归昌国街道管理；将城东街道的三官堂村、黄土岭村、甬东村、甬庆村、甬金社区居委会划入临城街道管理。

## 行政区划
城东街道下辖以下村级行政区划单位：
檀香社区、檀东社区、畚金社区、桔北社区、桔南社区、东园社区、昌东社区、紫竹社区、檀树社区、港北社区、港南社区、颐景园社区、鸿毛湾社区、阳光园社区、洞桥村、小洋岙村、大洋岙村、小碶村、胜利村和长岗山村。
另外，5个新型社区为沈岭(三官堂村、黄土岭村)、甬兴(甬东村、甬庆村)、洋岙(大洋岙村、小洋岙村)、东湾(东湾村、鸭蛋岭村)、城北(城北村、大西岙村)。